# Justin Robertson
Justin Robertson  (Manchester, 11 juni 1968) is een Britse producer van dancemuziek. Hij is met diverse dancestijlen actief geweest. In de jaren negentig heeft hij de leidende rol achter de act Lionrock. Deze maakt dancetracks als Lionrock (1992), Packet Of Peace (1993), Fire Up The Shoeshaw (1996) en Rude Boy Rock (1998). De laatste wordt ook in Nederland een bescheiden hit. Ook staat hij in 1996 op Pinkpop. Na het uiteenvallen van Lionrock is hij actief als Revtone en The Deadstock 33’s. Vanaf 2015 is hij ook actief als kunstenaar.

## Begin
Robertson wordt geboren in Manchester. Hij raakt in de late jaren tachtig betrokken bij de opkomende dancescene in de club Hacienda, in zijn geboorteplaats. Hij studeert filosofie maar gaat werken in een platenzaak. Daarnaast gaat hij werken als dj. Als hij in 1990 een remix maakt van het nummer Feel The Hit van Mad Jacks, opent dat de deur voor meer opdrachten van onder andere Fortran 5, Erasure en The Sugarcubes. In 1992 verschijnt de single Sounds Of The Burning Spear, die hij in samenwerking met Mark Stagg maakt. Hij maakt ook zijn eerste mixalbum voor het blad MixMag. Hij deelt de aflevering met Grooverider.

## Lionrock
In 1992 richt hij het kortstondig bestaande label Most Excellent Recording Company op. Daarop verschijnt de single Lionrock van het gelijknamige project, dat hij Mark Mark Stagg is begonnen. Daarmee haken ze in op de populaire progressive house-sound. De single is een succes en bereikt zelfs de onderste regionen van de hitlijsten. Daarmee komt Lionrock onder de aandacht van de grotere labels. In tekenen ze bij Deconstruction Records. Daar verschijnt in 1993 de single Packet of Peace. Deze single valt vooral op door de aanwezigheid van rapdichter MC Buzz B (Shorn Braithwaite). De single is een hit.  MC Buzz B wordt permanent onderdeel van Lionrock. Ook de ep Carnival (1993) en de single Tripwire (1994) komen in de hitlijsten. Daarna wordt het even rustig rondom Lionrock. De tussenperiode wordt gebruikt om een album op te nemen. Mark Stagg verdwijnt van het toneel en wordt vervangen door Roger Lyons. Ook wordt er een liveact opgebouwd waar naast het al bestaande drietal ook keyboarspeelster Mandy Wigy en bassgitarist Paddy Steer bij Lionrock worden gevoegd. In het voorjaar van 1996 verschijnt het album An Instinct For Detection. Op het album laten ze een ander geluid horen. Ze haken in op de populariteit van triphop en Big beat. Eerdere singles staan niet op het album. Al is Packet of Peace bewerkt tot Peace Repackaged. Het album wordt goed ontvangen en bereikt de dertigste plek van de Britse hitlijsten. Ook de singles Straight At Yer Head en Fire Up The Shoeshaw worden hits. Die zomer treden ze ook op op Pinkpop en Pukkelpop. In 1998 verschijnt opvolger City Delirious. Daarop staat Rude Boy Rock, dat gebaseerd is opeen sample van Nimrod van The Skatalites. Deze single wordt de grootste hit van Lionrock. In het Verenigd Koninkrijk wordt de twintigste positie bereikt en ook in Nederland staat hij enkele weken in de top 100. De track wordt ook gebruikt voor het spel FIFA '99. Het album doet echter een stuk minder dan zijn voorganger. Na de tweede single Scatter & Swing verdwijnt Lionrock geruisloos uit beeld.

## Soloprojecten
Robertson richt zich na het uiteenvallen van Lionrock weer meer op zijn werkzaamheden als dj. Zo staat hij in 1999 als dj op Pukkelpop. Hij wordt een van de resident djs van de clubavond Bugged Out!. In 2000 verschijnt ook een Bugged Out! Mixdubbelaar, waarbij de andere cd voor Felix da Housecat is. Hij richt zich dan meer op de opkomende elektroclash. Als Revtone brengt hij in 2001 een gelijknamig album uit. Daarop is ook Paul Haigh te gast. Echt succesvol is het niet en Revtone verdwijnt weer zo snel als het verschenen is. In 2004 is hij betrokken bij het project Two Culture Clash. Hierop werken danceproducers als Roni Size, Philippe Zdar en Jon Carter samen met reggae artiesten. Robertson maakt samen met Ernest Ranglin de track Save Me. In 2004 zingt Robertson de track Push And Shove voor het album Palookaville van Fatboy Slim. Hij werkt ook samen met Tim Burgess en Rob Playford op de triphop/rock-crossover Yes It Is (2006). In 2008 maakt hij de mixverzamelaar The Art Of Acid, waarop diverse acid houseklassiekers aan elkaar worden gemixt.
Na een tijd minder geproduceerd te hebben wordt hij vanaf 2009 weer actiever onder de naam The Deadstock 33’s. Enkele singles zoals Magnetic (2012) en Nylon Icon maakt hij samen met Daniel Avery. Na een reeks singles verschijnt in 2013 het album The Pilgrim’s Ghost. In 2015 tekent hij bij Skint Records, waar het album Everything Is Turbulence verschijnt. Vanaf 2015 profileert Robertson zich steeds meer als kunstenaar. Hij maakt diverse schilderijen en tekeningen die steeds om een thema draaien.

## Discografie

### Albums
- Grooverider & Justin Robertson – Mixmag Live! Volume 2 (1992) (mixcompilatie)
- Lionrock - An Instinct For Detection (1996)
- Lionrock - City Delirious (1998)
- Imprint (2001)  (mixcompilatie)
- Felix Da Housecat & Justin Robertson - Bugged Out! (2000) (mixcompilatie)
- Revtone (2001)
- The Art Of Acid (2008)  (mixcompilatie)
- The Deadstock 33’s- Pilgrim’s Ghost (2017)
- The Deadstock 33’s- Everything Is Turbulence (2015)

### Hitnoteringen
| Single met eventuele hitnotering(en) in de Nederlandse Top 40 | Datum van verschijnen | Datum van binnenkomst | Hoogste positie | Aantal weken | Opmerkingen |
| ------------------------------------------------------------- | --------------------- | --------------------- | --------------- | ------------ | ----------- |
| Lionrock - Rude Boy Rock                                      | 1998                  | 11-05-1998            | 81              | 5            |             |

- Bibliothèque nationale de France: cb13998123v (data)
- Gemeinsame Normdatei: 1211614565
- International Standard Name Identifier: 0000 0000 0115 5961
- MusicBrainz: 1858bcc0-4fa2-42c0-be83-f71418131c22
- Nationale Bibliotheek van Tsjechië: xx0028889
- Virtual International Authority File: 59279958
- WorldCat: E39PBJpykHwXXFcBpP3WGg8Hmd